# قلعه جوتان
قلعه جوتان مربوط به دوران‌های تاریخی پس از اسلام است و در شهرستان قزوین، بخش الموت، روستای جوتان واقع شده و این اثر در تاریخ ۲۵ اسفند ۱۳۸۰ با شمارهٔ ثبت ۵۴۶۱ به‌عنوان یکی از آثار ملی ایران به ثبت رسیده است.